# Jhonny Meza
Jhonny Meza (Cartagena, Bolívar, 11 de septiembre de 1993) es un futbolista colombiano. Juega de defensa.

## Clubes
| Club             | País     | Año         | PJ  | Goles |
| ---------------- | -------- | ----------- | --- | ----- |
| Rionegro Águilas | Colombia | 2012 - 2018 | 66  | 3     |
| Real Cartagena   | Colombia | 2018 - 2022 | 104 | 3     |